# The Trapper's Revenge
The Trapper's Revenge è un cortometraggio muto del 1915 diretto da Romaine Fielding e prodotto dalla Lubin.

## Produzione
Il film fu prodotto dalla Lubin Manufacturing Company.

## Distribuzione
Distribuito dalla General Film Company, il film - un cortometraggio in due bobine - uscì nelle sale USA l'11 febbraio 1915.